# روبين بيليما
روبن بيليما (بالإسبانية: Rubén Belima)‏ (مواليد 11 فبراير 1992 في موستوليس، أسبانيا) هو لاعب كرة قدم غيني استوائي يلعب لصالح نادي ريال مدريد ب جناح أيسر.

## المسيرة الدولية
تلقّى روبين الاستدعاء الأول للمنتخب الوطني الغيني الاستوائي في أغسطس 2013 لمباراة ودية أمام الجابون في الشهر ذاته، إلا أن المباراة قد ألغيت. شارك روبين بعد ذلك مع منتخب أسبانيا في مباراته الأولى في 16 نوفمبر 2013، لكن المباراة الودية لم تحتسب في أجندة الفيفا. رسميًا، المباراة الدولية الرسمية الأولى لروبين كانت في مايو 2014، حينها شارك مع منتخب غينيا الاستوائية في تصفيات كأس الأمم الأفريقية 2015.

## روابط خارجية
- صفحة اللاعب الرسمية في موقع نادي ريال مدريد
- روبين بيليما على موقع الاتحاد الأوربي (الإنجليزية)
- روبين بيليما على موقع قاعدة بيانات كرة القدم.إي يو (الإنجليزية)
- روبين بيليما على موقع ناشيونال فوتبول تيمز (الإنجليزية)
- روبين بيليما على موقع Soccerway.com (الإنجليزية)
- روبين بيليما على موقع عالم كرة القدم.نت (الإنجليزية)
- روبين بيليما على موقع AS.com (الإسبانية)